# FK Rostov
FK Rostov (ryska:ФК «Росто́в») är en rysk fotbollsklubb från Rostov-na-Donu. Klubben grundades 1930 och spelar sina hemmamatcher på Rostov Arena. De spelar i den ryska högsta divisionen Ryska Premier League.

## Historia
FC Rostov grundades 10 maj, 1930 i Rostov-na-Donu och hette då Selmashstroy (Сельмашстрой)
Andra namn:

Traktor (1930–1953)

Torpedo (1953–1957)

Rostselmash (1957–2003) 

### Meriter
- Finalister i Ryska cupen i fotboll 2003
- Semifinalister i Intertotocupen 1999

## Spelare

### Nuvarande trupp
Uppdaterad: 28 januari 2022 i enlighet med Officiella Ligans Hemsida

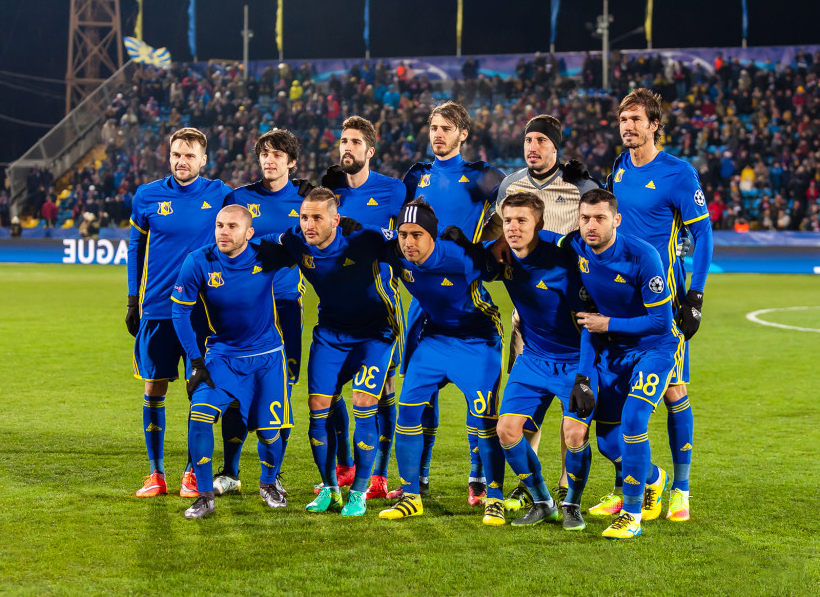
FC Rostov vs Bayern München. 2016–17 UEFA Champions League (3:2).

| 1  | Ryssland | Yegor Baburin   | 9 augusti 1993   | Zenit Sankt Petersburg (-19) |
| 30 | Ryssland | Sergei Pesyakov | 16 december 1988 | Spartak Moskva (-17)         |

| 4  | Ryssland                | Denis Terentyev     | 13 augusti 1992  | Zenit Sankt Petersburg (-20) |
| 5  | Bosnien och Hercegovina | Dennis Hadžikadunić | 9 juli 1998      | Malmö FF (-18)               |
| 13 | Ukraina                 | Ihor Kalinin        | 11 november 1995 | Ural (-21)                   |
| 16 | Angola                  | Bastos              | 27 mars 1991     | Al-Ain (-21)                 |
| 21 | Ryssland                | Kirill Bozhenov     | 7 december 2000  | Chimki (-21)                 |
| 42 | Ryssland                | Nikita Kotin        | 1 september 2002 | CSKA Moskva (-21)            |
| 45 | Ryssland                | Aleksandr Silyanov  | 17 februari 2001 | Lokomotiv Moskva (-22)       |
| 55 | Ryssland                | Maksim Osipenko     | 16 maj 1994      | Tambov (-20)                 |
| 71 | Ryssland                | Nikolai Poyarkov    | 16 oktober 1999  | Lokomotiv Moskva (-19)       |
| 87 | Ryssland                | Andrei Langovich    | 28 maj 2003      | FK Rostov                    |
| 92 | Ryssland                | Viktor Melekhin     | 16 december 2003 | Akademia Rodina Moskva (-21) |
| -  | Ryssland                | Danila Vedernikov   | 6 juni 2001      | Krasnodar (-19)              |

| 8  | Sverige  | Armin Gigovic      | 6 april 2002     | Helsingborgs IF (-20)     |
| 11 | Sverige  | Pontus Almqvist    | 10 juli 1999     | IFK Norrköping (-20)      |
| 14 | Norge    | Magnus Knudsen     | 15 juni 2001     | Lilleström (-22)          |
| 15 | Ryssland | Danil Glebov       | 3 november 1999  | Anzji Machatjkala (-19)   |
| 18 | Japan    | Kento Hashimoto    | 16 augusti 1993  | FC Tokyo (-20)            |
| 19 | Armenien | Khoren Bayramyan   | 7 januari 1992   | MITOS Novocherkassk (-10) |
| 23 | Ryssland | Roman Tugarev      | 22 juli 1998     | Lokomotiv Moskva (-20)    |
| 25 | Ryssland | Kirill Folmer      | 25 februari 2000 | Ufa (-21)                 |
| 38 | Belarus  | Aleksandr Selyava  | 17 maj 1992      | Dinamo Minsk (-22)        |
| 76 | Ryssland | Danila Sukhomlinov | 31 augusti 2002  | Master-Saturn (-20)       |
| 77 | Ryssland | Stepan Melnikov    | 25 april 2002    | Spartak Moskva (-22)      |

| 7  | Ryssland | Dmitry Poloz        | 12 juli 1991 | Sotji (-20)          |
| 22 | Gambia   | Ali Sowe            | 14 juni 1994 | CSKA Sofia (-21)     |
| 27 | Ryssland | Nikolay Komlichenko | 29 juni 1995 | Dynamo Moskva (-21)  |
| 31 | Ryssland | Danila Proshlyakov  | 8 mars 2000  | Spartak Moskva (-19) |

Not: Spelare i kursiv stil är inlånade.

## Tränare
| Position                     | Tränare                  |
| ---------------------------- | ------------------------ |
| Huvudtränare                 | Valeri Karpin            |
| Assisterande manager         | Vitaliy Kafanov          |
| Assisterande tränare         | Mikhail Osinov           |
| Målvaktstränare              | Gleb Presnyakov          |
| Fystränare                   | Luís Casais Martínez     |
| Fystränare                   | Jonatan Alba Cabello     |
| Rehabiliteringstränare       | Hugo Ogando Berea        |
| Rehabiliteringstränare       | Álvaro Sayabera Iñarrea  |
| Rehabiliteringstränare       | Fernando Rodriguez López |
| Fysioterapeut chef           | Guillermo Aladrén Pérez  |
| Fysioterapeut rehabilitering | Raúl Álvarez Canle       |
| Medicin                      | Vladimir Shulyak         |
| Massör                       | Artyom Kozyrev           |

Källa: